# Soul Mining
Soul Mining är The Thes andra studioalbum, släppt 1983. Skivan inkluderar singlarna "Uncertain Smile" som nådde plats 68 på brittiska singellistan i december 1982, och "This Is the Day" som nådde plats 71 i september 1983. Jools Holland spelar piano på spåret "Uncertain Smile". Konvolutet är skapat av Andy Johnson, Matt Johnsons bror.

## Låtlista
1. "I've Been Waiting for Tomorrow (All of My Life)"
2. "This is the Day"
3. "The Sinking Feeling"
4. "Uncertain Smile"
5. "The Twilight Hour"
6. "Soul Mining"
7. "GIANT"
8. "Perfect" Bonusspår på CD, kassett och amerikanska vinylalbumet

Det brittiska kassettalbumet innehåller fem extra bonusspår som inte finns på någon annan version:
- "Three Orange Kisses from Kazan"
- "The Nature of Virtue"
- "Mental Healing Process"
- "Waitin' for the Upturn"
- "Fruit of the Heart"

Det amerikanska kassettalbumet inkluderar remixerna:
- "I've Been Waiting for Tomorrow (All of My Life) (Special Mix)", efter "Uncertain Smile"  i slutet på sida A
- "This Is The Day (12" Version)", efter "Perfect Smile" i slutet av sida B

## Medverkande
- Matt Johnson - sång, keyboard, trummor, loopar
- Anne Stephenson - violin
- Martin McCarrick - cello
- Paul Boyle - fiddle
- Jools Holland - piano
- Thomas Leer - synth
- Jeremy Meek - bas
- Camelle G. Hinds - bas
- Andy Duncan - trummor
- Zeke Manyika - trummor
- Jim Thirlwell - sticks & tins